# Gondang (Purwantoro)
Gondang is een bestuurslaag in het regentschap Wonogiri van de provincie Midden-Java, Indonesië. Gondang telt 2708 inwoners (volkstelling 2010).